# Bencion
Bencion, hiszp. i kat. Benció (ur. ? – zm. między 4 marca a 1 września 916) – hrabia Roussillon i Empúries w latach 915-916.
Był synem Sunifreda II, władcy obydwu hrabstw w latach odpowiednia od 896 i 862, po którego śmierci przejął władzę w 915 roku, oraz Ermenegardy. Jego młodszymi braćmi byli Gausbert, także hrabia (zm. 931) oraz biskupi Elny Elmerat (zm. 920) i Guadal (zm. 947). Jego ojciec otrzymał hrabstwa dzięki wierności Karolowi Łysemu i jako jego wasal. O Bencio wiemy, że również był jego lennikiem i że już w rok po objęciu władzy jego brat poświęcił kościół poświęcony Bencio - co świadczy o tym, że już nie żył
Ożenił się z Gotlaną (zm. po 916), córką Miro Starszego, hrabiego Barcelony. Nie doczekali się razem potomstwa